# Trappola mortale (film)
Trappola mortale (Deathtrap) è un film diretto da Sidney Lumet nel 1982, tratto dall'omonimo testo teatrale di Ira Levin del 1978.

## Trama
Sidney Bruhl è un commediografo di Broadway, autore in passato di numerose commedie di successo, che si trova ora in piena crisi d'ispirazione e di notorietà. Quando il suo ex-studente Clifford Anderson gli fa recapitare il copione di una commedia intitolata Trappola mortale, Bruhl rimane impressionato dall'ottima qualità del manoscritto, che lui stesso definisce perfetto. Decide allora di invitare il giovane nella sua residenza di campagna, mostrandosi disponibile ad aiutarlo nella revisione del lavoro, ma con l'intenzione poi di ucciderlo e appropriarsi della commedia.
Nonostante le resistenze di sua moglie Myra, Bruhl riesce a portare a termine il suo diabolico intento. Dopo aver occultato il cadavere di Anderson, i coniugi ricevono la visita della vicina di casa Helga Ten Dorp, una sensitiva, che li mette in allarme prevedendo imminenti violenze nella casa. Non appena Bruhl riesce a calmare la moglie, rimasta sconvolta dalle rivelazioni della sensitiva, dalla finestra della loro camera irrompe improvvisamente Anderson, insanguinato e coperto di terra. Il giovane aggredisce Bruhl con un ceppo di legno e poi insegue Myra al piano di sotto, braccandola fino a che la donna, terrorizzata e malata di cuore, ha un fatale arresto cardiaco. A quel punto li raggiunge un compiaciuto Bruhl, che scopriamo aver stretto un precedente accordo con Anderson, divenuto suo amante, per provocare la morte di Myra ed ereditarne il cospicuo patrimonio.
Dopo aver spacciato la morte di sua moglie come un decesso per cause naturali, Bruhl assume Anderson come suo segretario, in modo da poterlo tenere al suo fianco. Le cose sembrano procedere bene per i due amanti finché non ricevono la visita del notaio Porter, il quale infonde in Bruhl dubbi sull'affidabilità del suo assistente. Bruhl è insospettito anche dal fatto che Anderson non gli abbia ancora sottoposto il copione al quale sta lavorando; con l'inganno riesce finalmente a leggerlo e scopre che il testo è incentrato proprio sull'omicidio da loro organizzato. I due litigano aspramente ma poi si riappacificano, e Anderson persuade Bruhl a non temere alcuna grave conseguenza, in quanto la commedia, con qualche modifica, non rappresenterebbe una prova del loro complotto omicida, pertanto i due decidono di lavorare insieme per rifinire la stesura.
Qualche giorno più tardi giunge nuovamente in visita Helga Ten Dorp, che mette in guardia Bruhl da un'imminente aggressione da parte di Anderson; Bruhl sembra non preoccuparsene e minimizza l'allarmismo della donna, ma in realtà ha ormai maturato la decisione di uccidere Anderson e di eliminare dalla commedia ogni dettaglio sulla morte della moglie. Quando i due uomini, di nuovo soli, provano una scena di lotta tratta dalla commedia per testarne la veridicità, l'intento di Bruhl è quello di riuscire a riportare addosso visibili segni di colluttazione per poter poi giustificare l'imminente omicidio di Anderson.
Anderson però prende il sopravvento, ammanetta l'avversario a una sedia, ma Bruhl riesce comunque a liberarsi e a colpire Anderson alla schiena con una balestra. Irrompe a questo punto Helga, la quale finalmente capisce che nelle proprie visioni Bruhl è sempre stato l'aggressore e non l'aggredito; Bruhl si avventa su di lei fino a che Anderson morente, con un ultimo sforzo, a sua volta ferisce Bruhl a morte.
Il film si chiude in un teatro di Broadway, con il grande successo della commedia Trappola mortale, che in cartellone reca come autrice il nome di Helga Ten Dorp.

## La scena del bacio
La scena del bacio gay tra Michael Caine e Christopher Reeve, scritta appositamente per il film ma non presente nella commedia originale di Ira Levin, fu molto discussa. Ne Lo schermo velato di Vito Russo, libro che ripercorre la storia della rappresentazione di personaggi gay e lesbici nel cinema statunitense, Reeve racconta che la scena fu osteggiata dal pubblico all'anteprima americana tenutasi a Denver (Colorado). Inoltre il TIME magazine rivelò che le controversie legate al bacio costarono al film 10 milioni di dollari di incassi.

## Riconoscimenti
- 1983 - Saturn Award[2]
  - Candidatura Miglior film horror
  - Candidatura Miglior attore protagonista a Christopher Reeve
  - Candidatura Miglior attrice non protagonista a Irene Worth
  - Candidatura Migliore sceneggiatura a Jay Presson Allen
- 1983 - MystFest[3]
  - Candidatura Miglior Film a Sidney Lumet
- 1983 - Razzie Awards[4]
  - Candidatura Peggiore attrice non protagonista a Dyan Cannon